# Termografska analiza
S pomočjo termovizijskega snemanja opravljamo termografske analize objektov, s katerimi želimo oceniti obstoječe gradbenofizikalno ter energetsko stanje zgradb. 

## Uporaba termografije na ovoju stavb
Termovizijski posnetek prikaže pomankljivosti celotnega ovoja zgradbe: toplotne mostove, nepravilnosti v konstrukciji in vgradnji gradbenih elementov in materialov (npr. pomanjkljivosti pri vgradnji toplotne izolacije), netesnosti in poškodbe oken, vlago v objektu in vse druge posebnosti v zgradbi, ki bi jih sicer zelo težko odkrili. 

## Uporaba termografije na instalacijah stavb
Termovizijski posnetki so tudi pravi detektorji inštalacij v zgradbah: odtokov, vgrajenih toplovodnih cevi, potekov talnega ali stenskega gretja, kovinskih podkonstrukcij, posameznih pritrdil. Uporabljajo se tudi v industriji za odkrivanje mehanskih okvar zaradi trenja, pri hidravličnih sistemih, črpalkah, kompresorjih in različnih tehnoloških procesih, ki jih spremljata ohlajanje in segrevanje. Termovizija se uporablja tudi v elektrotehniki, elektroniki, hladilni tehniki in v medicini.  

## Termografija in energetski pregled stavbe
Termografska analiza je nepogrešljiva metoda pri izvajanju energetskih pregledov objektov, saj lahko z njeno pomočjo natančno opredelimo vsa kritična mesta v zgradbi.  Poleg lokacije, starosti in funkcije objekta sta predvsem obstoječe stanje stavbe in delovanje naprav tista, ki določata vrednost pri nakupu ali odločitvah za vzdrževanje nepremičnin. Termografija je del procesa načrtovanja in izvedbe sanacijskih zasnov in vseh postopkov preverjanja ob morebitnih poškodbah ovoja zgradbe.
Energetski pregled objekta s termovizijo je nujen postopek, ki se izvaja pred pričetkom širših energetskih sanacijskih ukrepov na obstoječih stanovanjskih, industrijskih in javnih zgradbah (šole, bolnice, občinske zgradbe, domovi za ostarele...), na posameznih objektih, skupinah stavb ali v naseljih.  

Metoda je uporabna tudi pri nadzorovanju izvedenih ukrepov zaradi evidentiranja in morebitnega dokazovanja energijsko šibkih mest in drugih gradbenofizikalnih poškodb na objektu pri sporih med investitorji in izvajalci. 
- Termografski posnetek zunanjega ovoja stavbe
- Posnetek poda z instalacijami talnega ogrevanja - nevidno iztekanje, IR detekcija
- Posnetek stene z instalacijami ogrevanja - IR detekcija trase
- Zunanji posnetek trase razvoda ogrevanja - IR detekcija trase ter mesta puščanja
- Posnetek stene z instalacijami - nevidno iztekanje
- Posnetek stene z instalacijami - IR detekcija
- Posnetek zunanje stene na mestu okenske preklade - pojav plesni
- Posnetek zunanje stane na mestu okenske preklade - detekcija nerešenega toplotnega mostu
- Posnetek zunanje stene na mestu okenske preklade - pojav plesni
- Posnetek zunanje stane na mestu okenske preklade - detekcija nerešenega toplotnega mostu

- preglede objektov
- določitev obstoječega gradbenofizikalnega ter energetskega stanja zgradb pomanjkljivosti ovoja zgradbe
  - toplotni mostovi
  - nepravilnosti v konstrukciji, pri vgradnji gradbenih elementov in materialov
  - netesnosti in poškodbe oken
  - vlaga v objektu, pojav plesni
- odkrivanje poteka ali pomanjkljivosti izvedenih inštalacij: 
  - odtokov, toplovodnih cevi
  - talnega ali stenskega ogrevanja
  - kovinskih podkonstrukcij, pritrdil...
- nadzorovanje in evidentiranje izvajanja gradbenih in energetskih ukrepov na

zgradbah
- evidentiranje energijsko šibkih mest in gradbenofizikalnih poškodb
- določitev drugih posebnosti v zgradbah